# Controversia sobre el calentamiento global

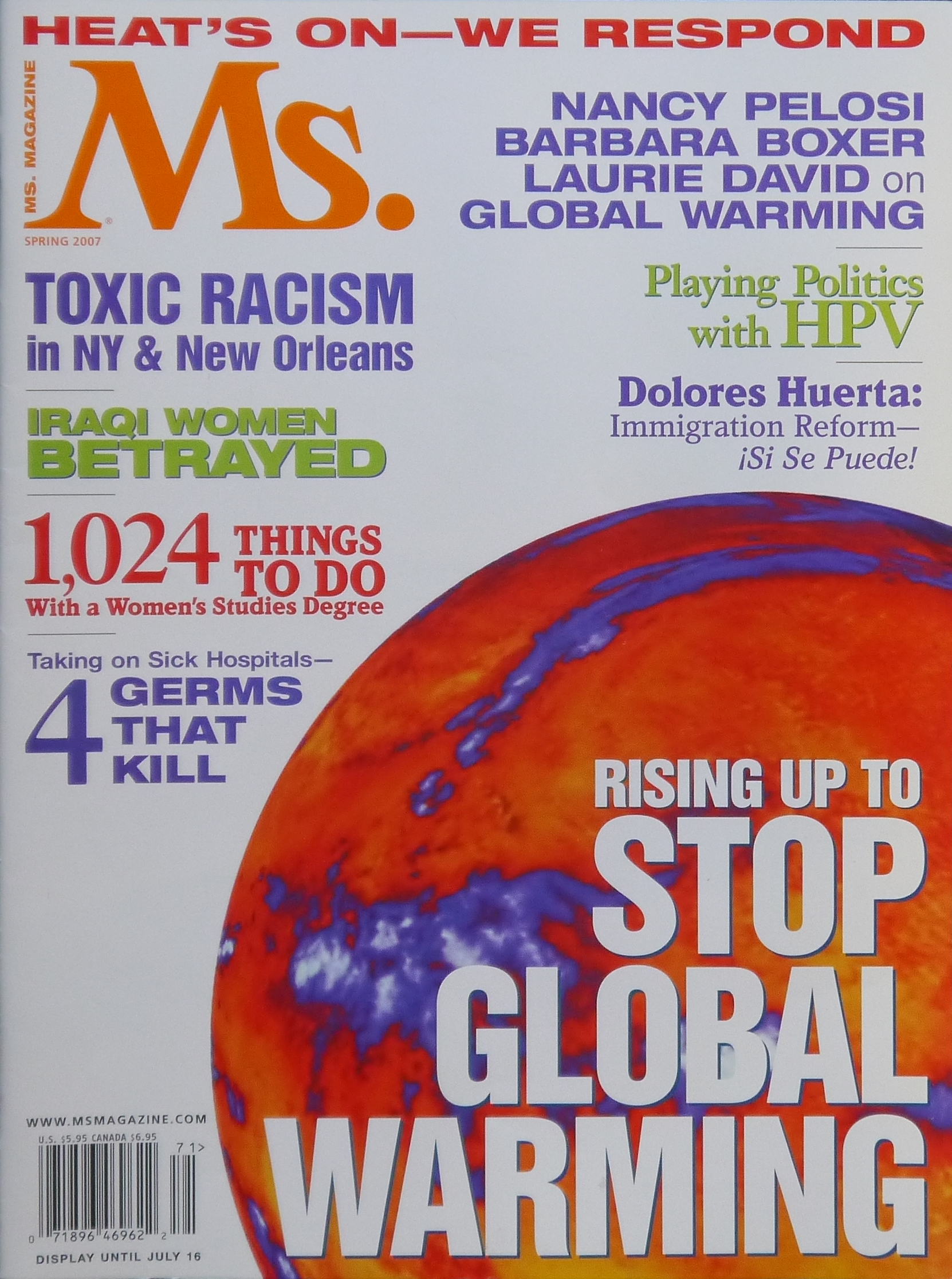
Portada de la revista Ms. magazine (2007).

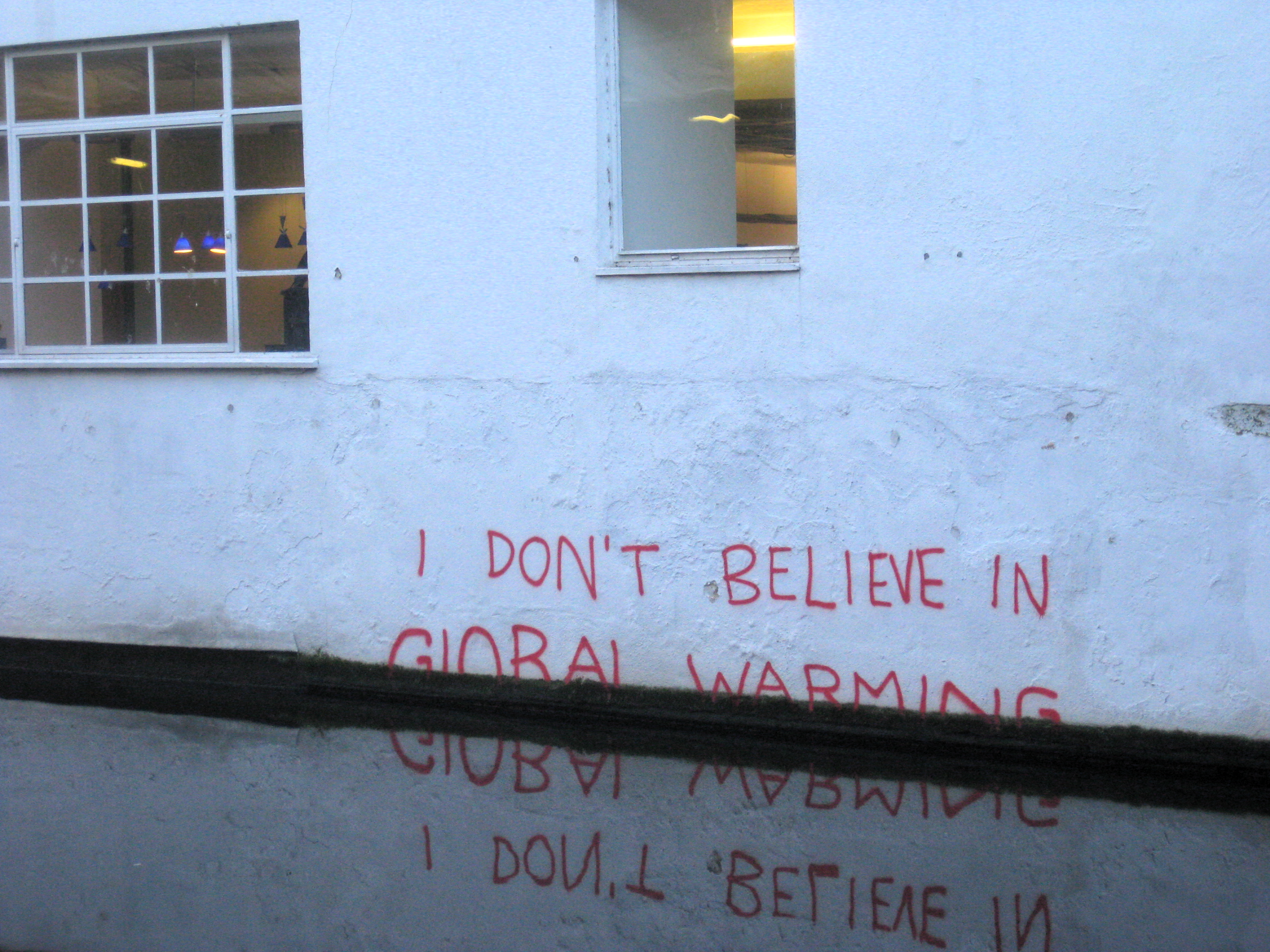
Críticas a la negación climática de Banksy

La controversia del calentamiento global se refiere a una variedad de disputas, sustancialmente más pronunciadas en los medios de comunicación de masas que en la literatura científica, con respecto a la naturaleza, las causas y consecuencias del calentamiento global antropogénico.
Las cuestiones en disputa incluyen las causas del incremento de la media global de la temperatura aérea, especialmente desde mediados del siglo XX, si esta tendencia de calentamiento no tiene precedentes o está dentro de las variaciones climáticas normales, si la humanidad ha contribuido significativamente a ella y si el aumento es total o parcialmente un artefacto de mediciones pobres. Otras disputas se refieren a las estimaciones de la sensibilidad climática, las predicciones del calentamiento adicional y cuáles serán las consecuencias del calentamiento global.
A partir de la década de 1990, en los Estados Unidos, think tanks conservadores se movilizaron para objetar la legitimidad del calentamiento global como un problema social. Estos cuestionaron la evidencia científica, sostuvieron que el calentamiento global será benéfico y afirmaron que las soluciones propuestas harían más daño que bien. Algunas personas cuestionan aspectos de la ciencia del cambio climático. Organizaciones tales como el libertario Competitive Enterprise Institute, comentaristas conservadores y algunas empresas como ExxonMobil han impugnado los escenarios IPCC de cambio climático, financiado a científicos que disienten del consenso científico y proveído sus propias proyecciones del costo económico de controles más estrictos. Algunas compañías de combustibles fósiles han recortado sus esfuerzos en los últimos años o aún han pedido políticas para reducir el calentamiento global.
En contraste, tras un metaanálisis de los estudios sobre el clima publicado en 2013, se ha cuantificado el grado de consenso científico que considera este fenómeno como de origen principalmente humano en un 97%. En el análisis más completo realizado hasta la fecha, se ha extendido el análisis de los documentos revisados climático en Oreskes (2004). Siendo examinada una amplia muestra de la literatura científica sobre cambio climático mundial publicada en un período de 21 años, con el fin de determinar el nivel de consenso científico de que la actividad humana, es muy probable que cause la mayor parte del proceso actual (calentamiento global antropogénico, o CGA). Los aspectos disputados incluyen las causas de los incrementos temperatura global media del aire, especialmente desde mitad del siglo XX, si esa tendencia de calor es sin precedentes o dentro de las variaciones normales climáticas, y si ese incremento es total o parcialmente una incertidumbre por mediciones erróneas. Disputas agregadas conciernen a las estimaciones de la sensibilidad climática, predicciones de calentamientos adicionales, y posibles consecuencias del calentamiento global. Las disputas sobre los hechos científicos esenciales son más prevalentes en los medios de masas que en la literatura científica, donde tales temas son considerados resueltos, y más prevalentes en los Estados Unidos que en el resto del mundo.

## Historia

### Opinión pública
En el seno de la Unión Europea, el calentamiento global ha sido un tema de discusión prominente y sustancial. Todos los Estados miembros de la Unión Europea ratificaron el Protocolo de Kioto de 1997, y muchos países europeos han tomado acciones para reducir las emisiones de gases de invernadero desde 1990. Por ejemplo, Margaret Thatcher abogó por acciones contra el cambio climático antropogénico en 1988, y Alemania comenzó a tomar acciones luego que el Partido Verde tuvo asientos en el Parlamento en los 1980s. Actividades sustanciales de las ONG tuvieron lugar también y eficientemente. Tanto el "calentamiento global", y el más políticamente neutral "cambio climático" se listaron en el Global Language Monitor como palabras de moda políticas, y/o latiguillos en 2005. En Europa, la noción de influencia humana en cuestiones climáticas ganó amplia aceptación y más rápidamente que en EE. UU..
Hubo un debate entre comentaristas de opinión acerca de cuanto peso y cobertura en los medios se da a cada lado de la controversia científica. Andrew Neil, de la BBC, declaró que: "Hay un gran peligro de que en algunos temas nos estemos convirtiendo en un Estado de partido único en el que estamos destinados a tener sólo un tipo de vista. No hay por qué ser un negacionista del cambio climático por reconocer que hay una gran variedad de opiniones sobre el tema." Martin Gardner, por otro lado, ve a los medios de comunicación en los Estados Unidos haciendo lo imposible por dar tiempo igual a ambas partes, cuando pseudociencia y ciencia están en desacuerdo.
La tabla debajo muestra cómo son y cómo han cambiado las percepciones públicas acerca de la existencia e importancia del calentamiento global en EE. UU. El consenso de todo el mundo es que el cambio climático es un problema grave.
| Declaración                                                         | % acuerdo | Año  |
| ------------------------------------------------------------------- | --------- | ---- |
| La actividad humana es una significativa causa del cambio climático | 79        | 2007 |
| Cambio climático es un serio problema                               | 90        | 2006 |
| Cambio climático es un serio problema                               | 78        | 2003 |
| Es necesario tomar medidas drásticas cuanto antes                   | 65        | 2007 |

En junio de 2007 Ipsos Mori llevó a cabo una encuesta en el Reino Unido en la que halló que un 56 % de 2.032 adultos creían que los científicos aún cuestionaban el cambio climático. El estudio sugería que terrorismo, grafiti y crimen debían tener más presencia que el cambio climático. El director del Ipsos Mori de estudios ambientales, Phil Downing, dijo que la gente había sido influida por los argumentos en contra.
El presentador canadiense de ciencia y activista ambiental David Suzuki, informó de que grupos de discusión organizados por la "Fundación David Suzuki mostraron que el público tiene una pobre comprensión sobre la ciencia detrás del calentamiento global. Esto es a pesar de la reciente publicidad a través de diferentes medios, incluyendo las películas de Una verdad incómoda y The 11th Hour.
Ejemplos de pobre entendimiento es la confusión pública entre calentamiento global antropogénico y agotamiento del ozono u otras cuestiones ambientales.
En 2006, una encuesta en 15 naciones conducida por Pew Global halló que hay "una brecha importante en la preocupación por el calentamiento global - aproximadamente dos tercios de los japoneses (66%) y de India (65%) dicen que personalmente se preocupan mucho sobre el calentamiento global. Aproximadamente la mitad de la población de España (51%) y de Francia (46%) también expresa gran preocupación por el calentamiento global, sobre la base de los que han oído hablar de la cuestión. Pero no hay pruebas de alarma sobre el calentamiento global en cualquiera de los estadounidenses o chinos, los dos mayores productores de gases de efecto invernadero. Solo el 19% de los estadounidenses y el 20% de los chinos que han oído hablar del tema, dicen que les preocupa mucho el calentamiento global, los porcentajes más bajos en los 15 países encuestados. Por otra parte, casi la mitad de los estadounidenses (47%) y algo menos de chinos (37%) expresan poca o ninguna preocupación por el problema."
Y una nueva encuesta a 47 naciones realizada por "Pew Global" en 2007 halló que "La gran mayoría de 25 de 37 países dicen que el calentamiento global es un problema «muy grave»".
Hay una diferencia notable entre la opinión de los científicos y la del público en general en EE. UU. Una encuesta de 2009 de Pew Research Center encontró que "mientras que el 84% de los científicos dicen que la tierra se está calentando debido a actividades humanas como la quema de combustibles fósiles, sólo el 49% de la población está de acuerdo con ello."

### Controversias
Entre el 26 de noviembre y el 7 de diciembre de 2012, tuvo lugar en Doha (Catar) la 18.ª Cumbre de Naciones Unidas sobre Cambio Climático (COP 18). Su objetivo fue sentar las bases para un acuerdo climático que asegurara que el aumento de temperatura global no superase los 2 °C, umbral estimado a partir del cual existe un grave riesgo de desestabilización del sistema climático de la Tierra.
Después de más de dos semanas de frustrantes negociaciones, los expertos de 194 países reunidos en Doha alcanzaron acuerdos mínimos y que prorrogan hasta 2020 el periodo de compromiso del Protocolo de Kioto, que expiraba en 2012. Esta prórroga tiene obligaciones para muy pocos países y del que se caen Rusia, Japón y Canadá. Además se marca como objetivo un complicado pacto mundial en 2015 que debe incluir a Estados Unidos, China, India y Rusia.
Los textos encaminados a conseguir un pacto mundial en París en 2015 que incluyera a todos los países, quedaron prácticamente vacíos de contenido. Hay un acuerdo para que en mayo de 2015 haya un borrador de acuerdo. Tampoco hay señalado un objetivo global de reducción de emisiones ni el año en el que deben tocar techo.
Mucha de la crítica sobre la visión consensuada del calentamiento global se ha puesto de acuerdo, en todo o en parte, con el consenso científico sobre otros aspectos, particularmente con los relacionados con riesgos ambientales, como el agujero de ozono y los riesgos del fumador pasivo.
Chris Mooney, autor de The Republican War on Science (La Guerra de los Republicanos sobre la Ciencia), ha argumentado que la aparición de grupos superpuestos de científicos escépticos, comentaristas y grupos de reflexión en los resultados de las controversias aparentemente no relacionadas con un intento organizado para sustituir el análisis científico con ideología política partidaria. Mooney afirma que la promoción de dudas sobre las cuestiones que son políticas, pero no científicas, se hizo cada vez más prevalente en virtud de la Administración Bush y que constituía una "guerra republicana en la ciencia". Este es también el tema de un reciente libro del abogado ambientalista Robert F. Kennedy Jr. titulado Crímenes contra la naturaleza: Cómo George W. Bush y la Corporación Pals están saqueando el país y secuestrando nuestra democracia. Otro texto sobre este tópico es El asalto a la razón, del exvicepresidente Al Gore. Instancias más tempranas también se incluyeron en el libro The Heat is On, de Ross Gelbspan.
Algunos críticos del consenso científico sobre el calentamiento global han argumentado que estas cuestiones no deben estar vinculadas y que la referencia a ellos constituye un injustificado ataque de argumento ad hominem. El politólogo Roger Pielke, Jr., respondiendo a Mooney, ha argumentado que la ciencia está inevitablemente entrelazada con la política.

## Científicos

### Consenso

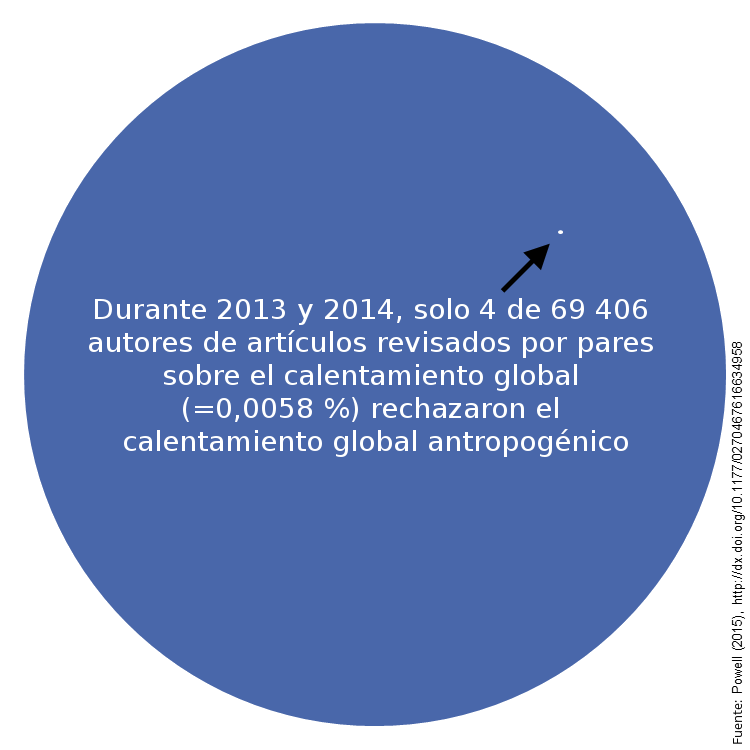
El consenso científico es que el calentamiento global es causado por el ser humano.

El hallazgo de que el clima se ha calentado en las últimas décadas y que este calentamiento probablemente es atribuible a la influencia humana ha sido apoyado por todas las Academias Nacionales de Ciencias que ha emitido una declaración sobre el cambio climático, incluyendo las academias de ciencia de todos los mayores países industrializados. En la actualidad, ningún organismo científico de prestigio nacional o internacional ha emitido una declaración en contra. Una pequeña minoría de las asociaciones profesionales han emitido declaraciones evasivas.
Los grupos ecologistas, muchos de los informes gubernamentales y los medios de comunicación fuera de EE. UU. a menudo dicen que hay un acuerdo prácticamente unánime en la comunidad científica en apoyo de los causados por el calentamiento global. Otros sostienen que tanto proponentes y opositores se han ahogado o están en la clandestinidad. Los opositores sostienen que más bien los científicos consideran que el calentamiento global «no está probado», y lo desestiman por completo o ponen de relieve los peligros de centrarse en un único punto de vista en el contexto de lo que se dice la ciencia lo tiene sin resolver, o el punto de que la ciencia se basa en hechos y no en encuestas de opinión.
En 1997, se presentó una petición «Científicos del mundo llamando a la acción» para pedir a líderes del mundo a negociar el Protocolo de Kioto. La declaración aseveraba: «Hay un amplio consenso entre los climatólogos del mundo de que ahora hay “una influencia humana discernible sobre el clima mundial”», instando a los gobiernos a tomar «compromisos jurídicamente vinculantes para reducir las emisiones de las naciones industriales de gases que atrapan calor», y pidió llamar al “calentamiento global” una de las amenazas más graves para el planeta y las generaciones futuras». La petición fue concebida por la Unión de Científicos Preocupados y siguiendo con su 1992 Advertencia de los Científicos del mundo a la Humanidad, y fue firmada por «más de 1500 científicos de alto nivel del mundo más distinguidos, incluyendo la mayoría de los premios Nobel de la ciencia».
El 29 de abril de 2008, el periodista ambientalista Richard Littlemore reveló una lista de «500 científicos con dudas documentados del calentamiento Global Antropogénico» distribuido por el Heartland Institute, incluidos al menos 45 científicos que no sabían de su inclusión como «coautores» de ese artículo, ni tampoco estaban de acuerdo con su contenido. Muchos de los científicos pidieron que el Instituto Heartland eliminara sus nombres de la lista.

### IPCC
El grupo de expertos que conforman el Panel Intergubernamental sobre el Cambio Climático de la ONU, envió un comunicado de prensa del IPCC-ONU con fecha 27 de septiembre de 2013 titulado Avance del 5° Informe de Evaluación IPCC, donde concluían que la influencia humana en el clima es clara, siendo la causa dominante desde mediados del siglo XX. Estos expertos apoyan estas aseveraciones en un mayor número de observaciones de mayor calidad, en mejores modelos climáticos y en un mejor entendimiento de la respuesta del sistema climático. Según Thomas Stocker, copresidente del Grupo I de trabajo del IPCC, «las proyecciones apuntan a que para finales del siglo XXI es probable que la temperatura global en superficie sea superior en 1,5 °C a la del período entre 1850 y 1900». Estas proyecciones del cambio climático se basan en un nuevo conjunto de cuatro escenarios de concentraciones futuras de aerosoles y gases de efecto invernadero y contemplan un amplio abanico de futuros posibles. El informe del Grupo de trabajo I evaluó el cambio a escalas global y regional para el principio, la mitad y el final del siglo XXI, previendo aumentos de temperatura entre 1,5° a 4,5 °C para el año 2100, con graves consecuencias irreversibles para el planeta y la humanidad en caso de que los gobiernos y población en general no consideren actuar de manera «agresiva» para propiciar la mitigación de estos efectos. La información también podrá encontrarse en un Atlas con Proyecciones climáticas, probablemente similar al publicado en La Economía del cambio climático en América Latina y el Caribe Síntesis 2010.
En 2014, el Grupo Intergubernamental de Expertos sobre el Cambio Climático (IPCC) publicó su quinto Informe de Evaluación (AR5).
En 2001, dieciséis Academias Nacionales de Ciencias hicieron una declaración conjunta sobre el cambio climático. En esa declaración, las academias de ciencia dieron su apoyo al proceso del IPCC:

El informe del IPCC representa el consenso de la comunidad científica internacional en la ciencia del cambio climático. Reconocemos al IPCC como la fuente mundial más fiable de información sobre cambio climático y sus causas, y estamos de acuerdo con su método de alcanzar este consenso. A pesar de un mayor consenso sobre la ciencia que sustenta las predicciones del cambio climático global, hay dudas expresadas recientemente sobre la necesidad de mitigar los riesgos que plantea el cambio climático global. Nosotros no consideramos que tales dudas sean justificadas.

Muchas otras Academias y Organizaciones Científicas apoyan las conclusiones del IPCC.
En una presentación de Naomi Oreskes en: La negación en EE.UU. del Calentamiento Global, Oreskes relató el siguiente incidente:

En 1995, el IPCC concluyó que el efecto humano en el clima es ahora discernible. Y El autor principal del capítulo clave en su detección y en atribuciones ...fue un científico del Laboratorio Nacional Lawrence Livermore, Benjamin J. Santer.

Cuando el informe del IPCC salió, Seitz, Nierenberg, y ahora un cuarto físico, S. Fred Singer, lanzó un ataque muy personal sobre Santer. En una carta abierta al IPCC, que enviaron a numerosos miembros del Congreso de EE.UU., Singer, Seitz, y Nierenberg acusaron a Santer de hacer cambios "no autorizados" al informe del IPCC[...]
Ellos siguieron a aquel informe con un artículo de opinión en el Wall Street Journal titulado "Una Enorme Decepción sobre el Calentamiento Global", pieza escrita por Seitz, en el que afirma que el efecto de los supuestos cambios fueron "para engañar a los responsables políticos y al público".
Ahora, Santer contestó en una carta al editor del Wall Street Journal, y en la respuesta, explicó que si había hecho cambios, pero los cambios fueron en respuesta al proceso de revisión inter pares. En otras palabras, algo totalmente normal como práctica científica. Este relato fue corroborado por el presidente del IPCC y por todos los otros autores de los capítulos. De hecho, más de 40 científicos fueron coautores de este capítulo. Esta carta fue firmada por Santer y otros 40 y publicada en el Wall Street Journal en junio de 1996. Y Santer también formalmente fue defendido por la Sociedad Meteorológica de EE.UU.
Pero ni Seitz ni Singer jamás se retractaron de sus acusaciones, que luego fueron repetidas muchas veces, una y otra vez por grupos de la industria y think tanks. Y, de hecho, si se busca en Google "Ben Santer", estos mismos cargos se encuentran aún en el internet hoy. De hecho, un sitio dijo que estaba demostrado que Santer en 1996, había alterado fraudulentamente el informe del IPCC.

El trabajo del IPCC ha generado controversia y crítica, entre ellos algunos de los expertos invitados por el IPCC para presentar informes o participar en sus grupos de expertos.
En mensajes de blogs, Roger A. Pielke sostiene que el IPCC desnaturalizó las pruebas al no incluir los resultados científicos que ponían en duda el calentamiento global. Esas críticas han sido descritas como "fracasadas" por William Connolley. Pielke también percibió un conflicto de intereses en el proceso de evaluación del IPCC, ya que los "mismos individuos que están haciendo investigación de base en el papel de los humanos en el sistema climático se permitieron entonces dirigir la evaluación ... los Comités de evaluación no deben ser una oportunidad para los miembros de poner de relieve sus propias investigaciones." No hay una solución obvia a este problema, ya que los científicos con conocimientos suficientes para servir en el IPCC y los científicos que han escrito trabajos notables en el campo son esencialmente los mismos grupos.
Stephen McIntyre dijo en su blog que partes del informe se basan en datos de prensa. Cuando intentó obtener estos datos de los autores, el IPCC le dijo que no podía utilizar su condición de evaluador para obtener datos en la prensa fuera del proceso normal de revisión de revistas científicas
Christopher Landsea, un investigador de huracanes, dijo que "la parte del IPCC donde mi experiencia es pertinente" que "yo personalmente no puedo de buena fe, seguir contribuyendo a un proceso que veo tanto como estar motivados por preconcebidas agendas y científicamente poco sólidas", debido a las observaciones formuladas en una conferencia de prensa por Kevin Trenberth de los cuales Landsea rechazó. Trenberth dijo que "los comentarios de Landsea no eran correctos"; el IPCC respondió que "los científicos individualmente pueden hacer lo que deseen por sus propios derechos, siempre y cuando no se diga nada en nombre del IPCC" y se ofreció a incluir a Landsea en la fase de revisión del AR4. Roger Pielke, Jr. comentó que "Tanto Landsea como Trenberth pueden y deben sentirse reivindicado... la exactitud en el informe del IPCC sobre el estado de la comprensión científica de los ciclones tropicales y el cambio climático en su reciente resumen para los responsables políticos ".
En 2005, el Comité de Economía de la Cámara de los Lores señaló que "Tenemos algunas preocupaciones acerca de la objetividad del proceso del IPCC, con algunos de sus escenarios de emisiones y la documentación resumida al parecer influenciada por consideraciones políticas." Duda de los escenarios de emisiones de alta y haber "juzgado para abajo" los aspectos positivos del calentamiento global. Las principales reivindicaciones de la Cámara de los Lores de Economía Comisión fueron rechazadas en respuestas dadas por el gobierno del Reino Unido y por el Informe Stern.
En declaraciones sobre la dificultad de establecer un consenso científico sobre el alcance exacto de la acción humana sobre el cambio climático, John Christy, un autor contribuyente, escribió:

Los autores que contribuyeron esencialmente, se les pidió contribuir con un poco de texto al principio y en la revisión de los dos primeros proyectos. No tenemos ningún control sobre las decisiones de edición. Aún menos influencia se concede a los 2.000 más o menos revisores. Por lo tanto, decir que 800 autores contribuyentes o 2.000 revisores alcancen un consenso sobre todo, describe una situación que no es la realidad.

Y más tarde escribió:

He escrito una serie de artículos sobre la precisión de nuestros registros del clima. El impacto de las propuestas de Kioto serán demasiado pequeñas para que los científicos que miden, debido a las naturales variaciones del clima y la falta de precisión en nuestro sistema de observación. En otras palabras, no vamos a ser capaces de decir a los legisladores con confianza alta de que los reglamentos específicos logren cualquier cosa en términos de clima en este país o el mundo. Además, el sistema climático es sumamente complicado y realmente no pueden ser ajustados para resultados previsibles.

Mientras que algunos críticos han argumentado que el IPCC sobreestima el calentamiento global probablemente, otros han hecho frente a las críticas. David Biello, escribiendo en Scientific American, sostiene que, debido a la necesidad de lograr un consenso entre los representantes gubernamentales, los informes del IPCC dan estimaciones conservadoras de la magnitud probable y de los efectos del calentamiento global. El climatólogo James Hansen argumentó que las subestimaciones del IPCC seriamente esconden el riesgo de elevación del nivel del orden de metros, suficiente para inundar muchas zonas de tierras bajas, como el tercio sur de la Florida. Roger A. Pielke Sr. también ha declarado que "Los humanos están significativamente alterando el clima global, pero en una variedad de diversas maneras más allá del efecto radiativo del CO2. Las evaluaciones del IPCC han sido demasiado conservadoras en el reconocimiento de la importancia de este forzamiento climático humano si alteran el clima regional y mundial."
El 10 de diciembre de 2008, se lanzó un reporte del Senado de los Estados Unidos por miembros minoritarios del Committee on Environment and Public Works, con el liderazgo del más escéptico y verborrágico opositor al cambio climático Jim Inhofe. La oportunidad de aparición del reporte coincidió con la Conferencia de Calentamiento global de ONU en Poznan, Polonia, que pretende resumir la disensión científica del IPCC. Se han criticado sobre los reclamos del número de personas que figuran en el informe, y si son en realidad científicos, y si apoyan las posiciones que se les atribuye.

### Gases de efecto invernadero

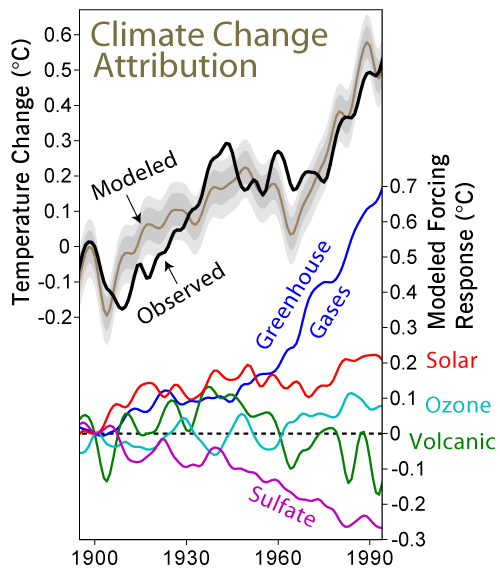
Reproducción de los registros de temperatura usando forzantes históricos.

Existen diferentes tipos de contaminación, visibles e invisibles, que contribuyen al calentamiento global, la atribución del cambio climático reciente discute cuánto calentamiento global es atribuido a los GEI antropogénicos. La correlación entre CO2 y la temperatura no es parte de esa evidencia. Sin embargo, un argumento en contra de las reclamaciones del calentamiento global por los crecientes niveles de dióxido de carbono (CO2) y otros gases de invernadero (GHGs) es que no hay correlato con el calentamiento global.
Otros contaminantes relacionados con el cambio climático son el dióxido de azufre, uno de los componentes de la niebla tóxica. Una de sus características principales y de otros productos químicos íntimamente relacionados es que son los causantes de la lluvia ácida. Los países industrializados han tomado medidas para reducir los niveles de dióxido de azufre, niebla tóxica y humo para mejorar la salud de sus habitantes. Sin embargo uno de los resultados no previsto hasta hace poco, es que unos niveles de dióxido de azufre más bajos podrían de hecho, empeorar el calentamiento global, entre ellos también se encuentra el monóxido de carbono, metano y óxidos de nitrógeno.

### Variación solar

Temperaturas promedio de temperaturas atmosféricas mundiales, CO2, atmosférico y actividad solar desde 1850. Líneas gruesas para temperatura y actividad solar representan la “regresión local” sobre 25 años promediado de los datos crudos.

Se han propuesto varias hipótesis para relacionar las variaciones de la temperatura terrestre con variaciones de la actividad solar, que han sido refutadas por los físicos Terry Sloan y Arnold W. Wolfendale. La comunidad meteorológica ha respondido con escepticismo, en parte, porque las teorías de esta naturaleza han sufrido idas y venidas durante el curso del siglo XX.
Sami Solanki, director del Instituto Max Planck para la Investigación del Sistema Solar, en Gotinga (Alemania), ha dicho:

El Sol está en su punto álgido de actividad durante los últimos 60 años, y puede estar ahora afectando a las temperaturas globales (...) Las dos cosas: el Sol más brillante y unos niveles más elevados de los así llamados «gases de efecto invernadero», han contribuido al cambio de la temperatura de la Tierra, pero es imposible decir cuál de los dos tiene una incidencia mayor.

Willie Soon y Sallie Baliunas del Observatorio de Harvard correlacionaron recuentos históricos de manchas solares con variaciones de temperatura. Observaron que cuando ha habido menos manchas solares, la Tierra se ha enfriado (Ver Mínimo de Maunder y Pequeña Edad de Hielo) y que cuando ha habido más manchas solares, la Tierra se ha calentado, aunque, ya que el número de manchas solares solamente comenzó a estudiarse a partir de 1700, el enlace con el período cálido medieval es, como mucho, una especulación.
Las teorías han defendido normalmente uno de los siguientes tipos:
- Los cambios en la radiación solar afectan directamente al clima. Esto es considerado en general improbable, ya que estas variaciones parecen ser pequeñas.
- Las variaciones en el componente ultravioleta tienen un efecto. El componente UV varía más que el total.
- Efectos mediados por cambios en los rayos cósmicos (que son afectados por el viento solar, el cual es afectado por el flujo solar), tales como cambios en la cobertura de nubes.

Aunque pueden encontrarse a menudo correlaciones, el mecanismo existente tras esas correlaciones es materia de especulación. Muchas de estas explicaciones especulativas han salido mal paradas del paso del tiempo, y en un artículo («Actividad solar y clima terrestre, un análisis de algunas pretendidas correlaciones», en Journal of Atmospheric and Solar-Terrestrial Physics, pág. 801-812, 2003) Peter Laut demuestra que hay inexactitudes en algunas de las más populares, notablemente en las de Svensmark y Lassen (ver más abajo).
En 1991, Knud Lassen —del Instituto Meteorológico de Dinamarca (en Copenhague)— y su colega Eigil Friis-Christensen, encontraron una importante correlación entre la duración del ciclo solar y los cambios de temperatura en el Hemisferio Norte. Inicialmente utilizaron mediciones de temperaturas y recuentos de manchas solares desde 1861 hasta 1989, pero posteriormente encontraron que los registros del clima de cuatro siglos atrás apoyaban sus hallazgos. Esta relación aparentemente explicaba, de modo aproximado, el 80% de los cambios en las mediciones de temperatura durante ese período. Sallie Baliuna, un astrónomo del Harvard-Smithsonian Center for Astrophysics (Centro Harvard-Smithsoniano de Astrofísica), se encuentra entre los que apoyan la teoría de que los cambios en el Sol «pueden ser responsables de los cambios climáticos mayores en la Tierra durante los últimos 300 años, incluyendo parte de la reciente ola de calentamiento global».
Sin embargo, el 6 de mayo de 2000 la revista New Scientist informó que Lassen y el astrofísico Peter Thejil habían actualizado la investigación de Lassen de 1991 y habían encontrado que, a pesar de que los ciclos solares son responsables de cerca de la mitad de la elevación de temperatura desde 1900, no logran explicar una elevación de 0,4 °C desde 1980:

Las curvas divergen a partir de 1980 y se trata de una desviación sorprendentemente grande. Algo más está actuando sobre el clima. [...] Tiene las «huellas digitales» del efecto invernadero.

Posteriormente, en el mismo año, Peter Stoff y otros investigadores de Centro Hadley, en el Reino Unido, publicaron un artículo en el que dieron a conocer el modelo de simulación hasta la fecha más exhaustivo sobre el clima del siglo XX. Su estudio prestó atención tanto a los agentes forzadores naturales (variaciones solares y emisiones volcánicas) como al forzamiento antropogénico (gases invernadero y aerosoles de sulfato). Al igual que Lassen y Thejil, encontraron que los factores naturales daban explicación al calentamiento gradual hasta aproximadamente 1960, seguido posteriormente de un retorno a las temperaturas de finales del siglo XIX, lo cual era consistente con los cambios graduales en el forzamiento solar a lo largo del siglo XX y la actividad volcánica durante las últimas décadas.
Sin embargo, estos factores no podían explicar por sí solos el calentamiento en las últimas décadas. De forma similar, el forzamiento antropogénico, por sí solo, era insuficiente para explicar el calentamiento entre 1910-1945, pero era necesario para simular el calentamiento desde 1976. El equipo de Stott encontró que combinando todos estos factores se podía obtener una simulación cercana a la realidad de los cambios de temperatura globales a lo largo del siglo XX. Predijeron que las emisiones continuadas de gases invernadero podían causar incrementos de temperatura adicionales en el futuro «a un ritmo similar al observado en las décadas recientes».
En 2008 apareció un estudio (Lean y Rind, 2008) que revaluaba la influencia de los fenómenos naturales en el calentamiento, dando como resultado que la actividad solar, lejos de contribuir al mismo, podrían incluso haber enfriado el clima ligeramente. Una continuación del mismo estudio que se publicará en 2009 pronostica que los ciclos esperados tanto de actividad solar como del ENSO provocarán un calentamiento más intenso durante cinco años, en contraste con los siete anteriores, donde dicha actividad lo contrarrestó.

### Sensibilidad climática
El equilibrio en sensibilidad climática refiere al que se produce ante un cambio en temperatura global media superficial luego de doblar las concentración atmosférica (equivalente) de CO2. Ese valor es estimado por el IPCC Fourth Assessment Report como "probablemente en un rango de 2 a 4,5 °C con una mejor estimación de cerca de 3 °C."

### Forzantes radiativos internos
Roy Spencer hipotetiza que hay un "Forzante Radiativo Interno" afectando la variabilidad climática,

### Predicciones de temperaturas
La Agencia Internacional de la Energía (AIE) dio a conocer que mantener las políticas actuales llevaría a un calentamiento global de 3.5 grados, muy superior al objetivo internacional de dos grados, lo que tendría consecuencias nefastas, por ejemplo que se fundiera el "permafrost" (capa de hielo permanente en la superficie de la región ártica).

## Políticas

### Protocolo de Kioto
El principal negociador estadounidense en materia de cambio climático, Harlan Watson, confirmó la negativa de Washington para mantener en solitario su rechazo al Protocolo de Kioto, anunciado en una conferencia internacional celebrado en la capital de India. Este alegó que la implementación continua del protocolo de Kioto, traería como consecuencia una caída estimada en un 35 por ciento en el crecimiento económico del país. El funcionario argumentó: “cuando nuestra economía tiene hipo, o también la de Europa y de Japón, hay consecuencias en todo el mundo”.
Con el objetivo de sugerir que Washington implementara medidas contra el recalentamiento planetario al margen del protocolo aprobado en 1997, destacaron la cooperación en la materia de su país con América Latina, Australia, Canadá, China, India, Italia y Japón.
Dichos argumentos recibieron críticas del experto en cambio climático Anju Sharma, perteneciente al Centro (no gubernamental) para la Ciencia y el Ambiente de Nueva Delhi quien dijo: “Estados Unidos trata de sabotear el Protocolo de Kyoto y reemplazarlo con acuerdos bilaterales en los que él es el principal socio”.

### Financiación de partidarios
Durante la 18.ª Cumbre de Naciones Unidas sobre Cambio Climático (COP 18), se ratificaría un segundo periodo al Protocolo de Kioto, pero este recibió poca atención por parte de los países más industrializados: Estados Unidos, Japón, Rusia y Canadá, en los que la financiación no se concretó, pues varios países admitieron que ni Estados Unidos ni Europa pueden aportar nada en este momento.

## Lectura adicional
- Mike Hulme (2009). Why we disagree about climate change: understanding controversy, inaction and opportunity. Cambridge University Press. ISBN 0-521-72732-4.